# SS Nichiryu Maru
O SS Nichiryu Maru (Nitiryu Maru) foi um navio de carga de 5.447 de arqueação bruta, construído pela Asano Ship Building Company, em Tsurumi-ku, 1919, batizado de Rozan Maru. A embarcação foi adquirida pela Karafuto Kisen Kabushiki Kaisha e renomeada de Karafuto Maru e posteriormente adquirida pela Nissan Kissen Kabushiki Kaisha e renomeada Nichiryu Maru. Foi requisitada pelo exército imperial japonês durante a Segunda Guerra Mundial.
A 6 de janeiro de 1943, enquanto circulava como parte de um comboio naval japonês, que transportava duas corporações do 3º Batalhão, 102º Regimento de Infantaria, e suprimentos médicos para a guarnição de Lae, o navio foi atingido por bombas do hidroavião Consolidated PBY Catalina da Força Aérea Real Australiana e afundado na posição 06°30'S, 149°00'E.